# 董卓
董卓（2世紀—192年5月22日），字仲穎，涼州陇西临洮（今甘肅岷县）人，东汉与羌的战争中崛起的汉军将领。董卓长期参与汉羌战争，先后跟过张奂、段颎两位汉军高级将领。董卓于汉灵帝时代担任并州刺史，河東太守，军衔至中郎将。受汉大将军何进调令进军东汉首都洛阳以脅迫十常侍，在十常侍与何进火拼並同时死亡的情况下利用手中军队独霸汉廷。之后废漢少帝劉辯為弘農王，立陳留王劉協為帝（即漢獻帝），並自封为东汉太尉、相国，引致董卓讨伐战。後來聯軍發生內鬨，转而成为各军阀互相争战的情況。董卓本人则被王允、吕布设计诛杀，死後部下李傕和郭汜兩人為了把持朝政互相火拼，皇帝与朝廷流离失所，各地州牧、刺史、太守佔据屬地完全脱离中央控制，开启東漢末年以至三国时代。

## 生平

### 邊塞从军
董卓出生于豫州颍川郡。生來具備過人的怪力，能在馬上左右開弓。年少時遊歷羌胡聚居地，與豪帥結交。後從事耕作，豪帥來訪時以謀生的耕牛宰殺大宴，彼此禮尚往來。陇西太守征辟董卓为郡兵马掾，巡視塞下。凉州刺史成就又征辟董卓为从事，使领兵骑，讨捕胡人。漢桓帝末年，董卓被徵召為汉禁军羽林郎，後又為护匈奴中郎將張奐部下作軍司馬，討伐漢陽羌人，董卓作戰粗猛有謀，力建戰功。一共討殺一萬多名羌军士兵，并亲自斩杀羌军军长豪帅。因此羌人們都非常懼怕董卓，絲毫不敢犯。後來董卓升為郎中，獲得絲绢九千匹，並將賞賜盡分部下。後為广武令、蜀郡北部都尉、西域戊己校尉，但是因為犯罪而被革職。并州刺史段熲荐董卓于公府，司徒袁隗辟为掾。先後升為州刺史，河東太守。
中平元年（185年），漢靈帝封董卓为中郎将，命他讨伐黄巾军，却失败，然后被免职。后来韩遂、边章部羌军起兵凉州，董卓再度被授予中郎将军衔，隨破虜將軍張溫討伐羌军。利用羌军因為出現流星而萌生退意，主動出擊，斬殺數千人。一次董卓率领汉军被数万羌胡军包困，粮食断绝，董卓假装捕鱼，截流他撤退必经之路的渡口成堰塞湖（做给羌军看、假装捕鱼），堰塞湖中水满数十里，董卓从堰塞湖下的堤坝下面偷渡汉军成功，偷渡后董卓决堰。等到数万羌胡军发现董卓偷渡、追击董卓部汉军时，决堰造成的大水已经很深了，羌胡军无法渡过河追击董卓部汉军。当时汉军六个军去陇西参加东汉与羌的战争，五个军被羌军击败，只有董卓部汉军全数还营。董卓从东汉与羌的战争前线撤下后驻扎在陕西扶风（在張溫軍中唯一全師而還），封斄鄉（雍州武功）侯，邑千戶。中平五年（188年），韩遂和边章部羌军再度來犯，封董卓為前將軍、斄鄉侯（斄音台），與左將軍皇甫嵩大破韩遂等羌军。中平六年（189年），征用為少府，但董卓拒絕去京城任職，於是朝廷改其為并州牧。
而在《太平御覽》卷496引《江表傳》則稱董卓與鉅鹿郡太守郭典一同進攻退守曲陽的黃巾首領張寶時郭典打算作圍塹但董卓不同意。而後漢軍破黃巾賊後時人用「郭君圍壍，董將不許。幾令狐狸，化為豺虎。賴我郭君，不畏強御。轉機之間，敵為窮虜。猗猗惠君，保完疆土。」來諷刺董卓。

### 控制京城

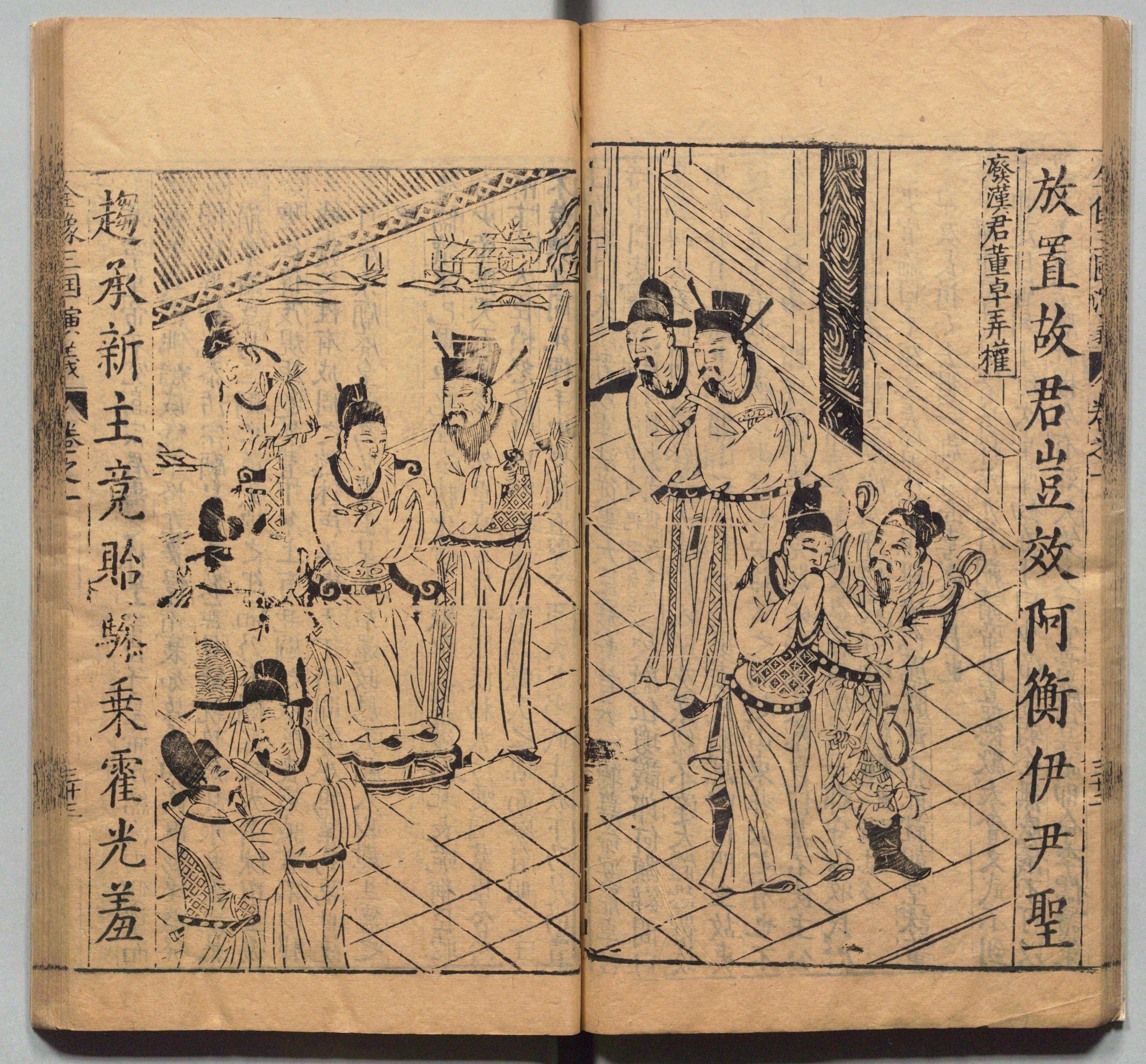
周曰校插图版《三国志通俗演义》中的董卓干政

中平六年（189年），大将军何进欲除宦官，为加强自己力量，何进下令调动董卓部进洛阳。時董卓屯河東郡，進軍至澠池時朝廷派遣种劭宣讀歸還敕令，董卓狐疑朝廷有變，但在种劭的堅持下退至夕陽亭。结果董卓部汉军进洛阳前，何进已经被宦官处死。公卿以下与董卓共迎汉帝于邙山阪下。初入雒陽時兵力只有3千人，為求營造大軍壓境的場面以震懾鄰近諸侯，每晚令士兵出城，翌日再大張旗鼓入城，令到雒陽全城有大軍源源不絕進軍之虛況。不久令其弟董旻聯合吳匡殺掉上司何苗，又招攬呂布殺掉丁原，很快就吞併附近兩大軍閥兵力。隨後董卓废少帝，立刘协即位（是為汉献帝），且不久就殺死何太后，专断朝政，並且剝奪漢和帝、漢安帝、漢順帝、漢桓帝的廟號以及恭怀皇后、敬隐皇后、恭愍皇后的尊號。
董卓迁太尉，领前将军事，更封郿侯。董卓既已掌權，亦思拉攏豪傑賢士，協助遭黨錮之禍事件受到委屈的三君陳蕃、竇武還有八俊李膺等人申冤與平反。不久进封为相国，董卓母为池阳君。後來命令荀爽和蔡邕等人赴任朝廷官職；而後袁紹與董卓發生爭執，隻身離開雒陽，董卓本想殺害袁紹，經過手下伍瓊和周毖等勸說，乃改以懷柔手段安撫之，命袁紹為渤海太守，同時也提拔另一批名士為官，如陈留太守張邈、冀州刺史韓馥和豫州刺史孔伷等人，後來這些人卻全部成為日後討伐董卓的主力。与此同时，董卓自己的亲信仅为列校，并未被董卓提拔。

### 聯軍討董
獻帝初平元年（190年），關東聯軍以討董為名起兵，但大多並未對董卓發兵；190年1月17日，董卓遷都長安。董卓的部隊焚烧洛阳宫室、宗庙、府库、民宅以及发掘陵墓。
董卓知道自己的所作所为不得人心，便想以力服人。董卓派兵到阳城，正好面對關東諸侯軍的勢力，董卓大為震驚，又董卓女婿牛輔以兵三萬征討伐河東白波軍大敗，擔心兩方連絡，便先在正月十二日癸丑（3月6日），派李儒鴆殺了廢帝弘農王劉辯。另外时值二月社，许多百姓出来参与祭祀活动，董卓军队将他们全部砍头，并驾着百姓的牛车，装载妇女财物，把人头系在车辕上，号称斩获贼寇。曹操起兵追擊，在滎陽汴水遭受徐榮擊敗，董卓虐杀被俘虏的关东联军士兵，聯軍也發生內讧而解散。

### 董卓末路
董卓在朝野內外都廣佈親信，朝廷命光祿勳宣璠册封董卓為太師，位在諸侯王上。董卓僭用近似天子的服飾及車駕，呼召三台，尚書以下官員自行繞過朝廷到董卓家中議事，官員與董卓言語間略有不合即被當場殺死，引起朝野不滿。司徒王允设反間計，挑撥董卓大将吕布杀死董卓。根據史書記載，董卓身軀肥胖，棄屍後陳屍示眾；守屍的士兵在董卓肚臍眼中插上燈芯點燃照明，持續數天。

## 軼事
- 董卓早期很羨慕上司張奐能夠保疆衛國，立下功勞，因此派哥哥送上一百匹絲絹作為謝禮，然而張奐討厭董卓為人，堅持拒絕董卓的送禮。[17]
- 袁紹在誅殺十常侍時，董卓率先一步找到少帝劉辯與陳留王劉協，公卿百官奉北芒阪下迎駕，崔烈作為前導，董卓率領步騎兵數千前來，崔烈呵斥董卓避讓，董卓罵崔烈説：「我晝夜三百里來，談什麼避讓，我難道不能砍掉你的腦袋嗎！」
- 《英雄記》記載董卓在郿塢所儲存的黃金有兩三萬斤，白銀有八九萬斤，內存的珠玉織錦、玩具雜物等堆積如山，多得數不清。[18]

## 死後
董卓餘党李傕、郭汜带兵进城，杀害王允，並把持朝廷大权。李傕等人把董卓骨灰合斂一棺殮葬，殮葬當天，大風大雨，雷電劈中其棺木，水流入墓穴，漂浮其棺木。
唐朝時隴西狄道的百姓有祭祀董卓的，高適上書力陳董卓罪惡，請求朝廷禁止此類行為。

## 影响
董卓铸造小钱，导致“钱货不行”，直到魏明帝太和元年（227年）四月，稳定的五铢钱才在三国之一的曹魏得到恢复。

## 家庭
董卓死後，其全家被王允下令逮至郿塢塢門滿門抄斬。
- 董君雅，董卓之父，潁川綸氏尉。
- 池陽君（103－192），董卓之生母，只知封號，未知其姓氏，死時年有九十。
- 董擢，字孟高，董卓之兄，早卒。
- 董旻，字叔穎，董卓之弟，隨董卓征戰，後被皇甫嵩斬殺。
- 董璜，董卓之姪，董擢之子，隨董卓征戰。
- 牛輔，董卓女婿，董卓死後帶領董卓餘部，後左右見財起殺機，獻其首級到長安。
- 呂布，董卓義子，與董卓侍婢私通，又受到董卓擲戟羞辱，與王允同謀殺董卓。
- 董氏，董卓之女，後嫁牛輔。
- 董某（171年生），董卓子，早亡。[20]
- 董某，董卓子，董白父。
- 董某，董卓子，董卓孙（见下）之父。未详与董白父是否一人。
- 董某（190年生），董卓幼子，妾室所出，襁褓中即封侯。
- 董白（176年后生），董卓孫女，未行笄禮就被封為渭陽君，印綬為董璜作使者所授。
- 董某（186年生），董卓孙，董卓爱之如亲子。[21][22]

## 部下
- 劉靖，董卓屬下，任別部司馬之職，曾奉董卓之命屯四千步騎於安定郡[23]
- 華雄，都督，胡軫與呂布內鬥被孫堅斬殺。
- 劉囂，司隸校尉，領董卓命誅殺及充公為子不孝，為臣不忠，為吏不清，為弟不順者的財物。
- 李儒，東漢時博士，曾為弘農王劉辯的郎中令，被董卓下令奉上毒酒害死劉辯，演義設定為董卓女婿。
- 田儀，主簿，因與董卓奴婢投向其屍被王允等人所殺。
- 牛輔，董卓女婿，董卓死後帶領董卓餘部，後左右見財起殺機，獻其首級到長安。
  - 董承，原牛辅的部将，牛辅死后开始与董卓旧部争夺长安的主导权。
  - 董越，中郎將，被牛輔懷疑欲忌害他而被殺。
- 王允，與呂布同謀殺董卓。不寬恕董卓餘黨，導致餘黨反撲，王允和其家族亦被處死，關中亦大亂。
  - 徐榮，唯一擊敗孫堅和曹操的董卓部下，牛輔死後王允派徐荣和胡軫抵抗郭汜李傕張濟等，徐榮戰死。
  - 胡軫，東郡太守，與呂布行軍時內鬥，被孫堅擊敗，牛輔死後隨王允抗郭汜、李傕等，胡軫戰敗投降。
- 呂布，董卓義子，與董卓侍婢私通，又受到董卓擲戟羞辱，與王允同謀殺董卓。
  - 李肅，曾參與誅殺董卓，在攻擊牛輔時因戰敗被呂布誅殺。
- 李傕，在董卓被呂布、王允聯合所殺之後，與同僚郭汜、張濟等人合作攻進長安。 
  - 賈詡，董卓死后曾劝李傕等回击长安，有毒士之称，黄初四年六月去世。
  - 楊奉，原李傕部屬，後叛離李傕，護送天子東歸。後投奔袁術又叛袁術降呂布，最終被劉備所殺。
  - 段煨，護送天子東歸，和楊奉中途內閧，為郭汜領兵相救。
  - 楊定，鎮南將軍，李傕殺樊稠後為求自保，護送天子東歸，後被李傕擊敗轉逃至荊州。
  - 李蒙，與李傕攻入長安，後為李傕猜忌所殺。
  - 王方，與李傕攻入長安。
- 樊稠，與李傕攻入長安，後為李傕猜忌所殺。
- 郭汜，校尉，牛輔死後與李傕內鬥，大耗涼州軍力。
  - 伍習，郭汜的部將，反叛郭汜，並率軍襲殺了郭汜。
- 張濟，校尉，牛輔死後李傕與郭汜內鬥，張濟從中調解。張濟引兵入荊州劉表攻南陽，中流矢而死。
  - 張繡，張濟侄子，接管當時戰死的張濟之軍隊，佔據宛城，與劉表聯合。
- 張楊，日後與袁紹對抗自己，多次迎接獻帝，後因欲助呂布對抗曹操，為部下楊醜所殺。
- 周毖、伍瓊，二人向董卓提拔一眾軍閥，但都聯合反董，董卓以通敵殺害。
- 楊彪、趙謙，二人反對遷都長安，不獲董卓接納。
- 宣璠，曾經奉董卓之命誅殺太傅袁隗一家、策免楊彪、黃琬等，並依董卓旨意封董卓為太師。董卓死後隨獻帝東歸，遭後來反悔的李傕等董卓舊部追擊，宣璠與光祿勳鄧淵等人被李傕軍追上並殺之。

## 艺术形象

### 樂賦
- 曹操《董逃歌詞》，又作《董卓歌》，《三國志·袁紹傳註釋》提及裡面的歌詞不符合董卓事蹟，「董卓歌」這名稱尚有爭議[24]。

### 戲劇
- 香港邵氏电影《貂蟬》（1958年）：由羅維飾演。
- 香港麗的電視台電視劇《三國春秋》（1976年）：由陈有后飾演。
- 香港亚洲电视剧《貂蝉》（1987年）：由王伟飾演。
- 台灣中視電視劇《貂蟬》（1988年）：由寇世勳飾演。
- 中國大陸太原电视台電視劇《關公》（1993年）：由徐锦荣飾演。
- 中國大陸中央電視台電視劇《三國演義》（1994年）：由里坡飾演。
- 台灣華視電視劇《關公》（1996年）：由楊群飾演。
- 电视剧《曹操》（1999年）：由王纪文飾演。
- 中國大陸電視劇《呂布與貂蟬》（2001年）：由德力格尔飾演。
- 中國大陸電視劇《貂蟬》（2002年）：由韩再峰飾演。
- 电视剧《曹操与蔡文姬》（2002年）：由吕晓禾飾演。
- 中国大陸中央电视台电视剧《武圣关公》（2004年）：由韩伯晨飾演。
- 台灣民視/八大電視劇《終極三國》（2009年）：由陳博正飾演。
- 中國大陸電視劇《三國》（2010年，又稱《新三國》）：由呂曉禾飾演。
- 电视剧《曹操》（2014年）：由石黎明飾演。
- 中國湖南衛視電視劇《武神趙子龍》（2016年）：由韓東飾演。
- 網路劇《終極三國》（2017年）：由姚卓君飾演。
- 日本電影《新解釋·三國志》（2020年）：由佐藤二朗飾演。
- 香港电影《真·三國無雙》（2021年）：由林雪飾演。

### 動漫遊戲
- 真·三國無雙系列 / 無雙OROCHI系列（光榮公司開發）
- 三國志
- 三國演義
- 《橫山光輝三國志》（橫山光輝）
- 《蒼天航路》（王欣太）
- 《火鳳燎原》（陳某）
- 《代号鸢》

## 評價
- 董卓掌權時有民謠：「千里草（董），何青青，十日卜（卓），尤不生（不得生）。」[25][26][27]
- 卢植：「卓凶悍难制，必生后患。」（后汉书·卷六十四）
- 公孙瓒：「董卓造为乱始。」「卓既无礼，帝主见质。」（卷七十三 刘虞公孙瓒陶谦列传第六十三-后汉书（唐）李贤等注）
- 刘辩：「逆臣见迫兮命不延。」
- 刘协：「董卓逆乱，凶国害民。」（三国志·吴书一）
- 刘备：「曩者董卓造为乱阶，自是之后，群凶纵横，残剥海内。」（三国志·刘备传）「董卓首难，荡覆京畿，曹操阶祸，窃执天衡。」（卷三十二 蜀书二 先主传第二-三国志（晋）陈寿（南朝宋）裴松之注）
- 刘禅：「董卓造难，震荡京畿。」（三国志·蜀书三）
- 孙坚：「卓逆天无道，荡覆王室。」（三国志·吴书一 ）
- 袁绍：「今贼臣作乱，朝廷迁移。」（卷七十四上 袁绍刘表列传第六十四上-后汉书（唐）李贤等注） 「天下健者，岂唯董公？」（卷六 魏书六 董二袁刘传第六-三国志（晋）陈寿（南朝宋）裴松之注）
- 袁术：「昔董卓作乱，破坏王室，祸害术门户。」（《三国志》卷七 魏书七）
- 曹操：「董卓之罪，暴于四海。」（三国志·魏书）
- 曹丕：「初平之元，董卓杀主鸩后，荡覆王室。是时四海既困中平之政，兼恶卓之凶逆，家家思乱，人人自危。」（《典论·自序》）
- 常林：「贼臣虎据，华夏震栗。」（卷二十三 魏书二十三 和常杨杜赵裴传第二十三-三国志（晋）陈寿（南朝宋）裴松之）
- 梁衍：「董卓虽诛之，而不能尽忠于国。」（卷七十一 皇甫嵩朱俊列传第六十一-后汉书（唐）李贤等注）
- 臧洪：「汉室不幸，皇纲失统，贼臣董卓，乘衅纵害，祸加至尊，毒流百姓。大惧沦丧社稷，翦覆四海。」（后汉书·卷五十八）
- 刘岱：「卓无道，天下所共攻，死在旦暮，不足为忧。」（后汉书·卷七十四）
- 曹叡：「呜呼！昔皇天降戾于汉，俾逆臣董卓，播厥凶虐，焚灭京都，劫迁大驾。」（《三国志·魏书》）
- 王粲：「昔大人见临洮而铜人铸，临洮生卓而铜人毁；世有卓而大乱作，大乱作而卓身灭，抑有以也 。」
- 郑泰：「董卓强忍寡义，志欲无餍。」
- 盖勋：「昔伊尹、霍光权以立功，犹可寒心。足下小丑，何以终此？贺者在门，吊者在庐，可不慎哉！」（《后汉书·虞傅盖臧列传第四十八》）「貪人敗類，京師其必有變。」〈袁宏《後漢紀》〉
- 荀彧：「卓暴虐已甚，必以乱终，无能为也。」（《三国志·魏书·荀彧荀攸贾诩传第十》）
- 荀攸：「董卓骄忍无亲，虽资强兵，实一匹夫耳。」（《资治通鉴·卷六十》）
- 蔡邕：「董公性刚而遂非，终难济也。」（《后汉书·蔡邕列传》）「如卓者，陛下当益隆委任，数加访问，厚其爵赏，责以相业之成。」（蔡中郎集 卷九 荐太尉董卓表）
- 王允：「卓，国之大贼，杀主残臣，天地所不祐，人神所同疾。」
- 鲍信：「卓拥强兵，有异志，今不早图，将为所制。」（《三国志·卷六》 ）
- 皇甫郦：「昔有穷后羿恃其善射，不思患难，以至于毙。近董公之强，明将军目所见，内有王公以为内主，外有董旻、承、璜以为鲠毒，吕布受恩而反图之，斯须之间，头县竿端，此有勇而无谋也。」
- 伍孚：「恨不得磔裂奸贼于都市，以谢天地！」（卷七十二 董卓列传第六十二-后汉书（唐）李贤等注）
- 皇甫嵩：「昔与明公俱为鸿鹄;但明公今日变为凤凰也。」
- 孙权：「天降丧乱，皇纲失叙，逆臣乘衅，劫夺国柄，始於董卓，终於曹操，穷凶极恶，以覆四海，至令九州幅裂，普天无统，民神痛怨，靡所戾止。」（《三国志·卷四十七·吴书二·吴主传第二》）
- 张纮：「董卓擅废置，害太后、弘农王，略蒸宫人，发掘园陵，暴逆至此，故诸州郡雄豪闻声慕义。」（三国志·吴书一）
- 沮授：「将军弱冠登朝，则播名海内；值废立之际，则忠义奋发；单骑出奔，则董卓怀怖；济河而北，则勃海稽首。」（卷六 魏书六 董二袁刘传第六-三国志（晋）陈寿（南朝宋）裴松之注）
- 《三國志》作者陳壽評曰：「董卓狼戾賊忍，暴虐不仁，自書契已來，殆未之有也。」
- 刘渊：「黄巾海沸于九州，群阉毒流于四海，董卓因之肆其猖勃，曹操父子凶逆相寻。」（《晋书·卷一百一·载记第一》）
- 陆机：「远惟王莽篡逆之事，近览董卓擅权之际，亿兆悼心，愚智同痛。」
- 裴松之：「桀、纣无道，秦、莽纵虐，皆多历年所，然后众恶乃著。董卓自窃权柄，至于陨毙，计其日月，未盈三周，而祸崇山岳，毒流四海。其残贼之性，寔豺狼不若。」（《三国志·魏书·荀彧荀攸贾诩传第十》）
- 《後漢書》作者范晔對董卓早年的性格評為“麤[28]猛有謀”。又評曰：「董卓初以虓虎闞為情，因遭崩剝之埶，故得蹈藉彞倫，毀裂畿服。夫以刳肝斮趾之性，則腢生不足以厭其快，然猶折意縉紳，遲疑陵奪，尚有盜竊之道焉。及殘寇乘之，倒山傾海，昆岡之火，自茲而焚，版蕩之篇，於焉而極。嗚呼，人之生也難矣！天地之不仁甚矣！」
- 常璩：「汉末大乱，雄杰并起。若董卓、吕布、二袁、韩、马、张、杨、刘表之徒，兼州董郡，众动万计，叱咤之间，皆自谓汉祖可踵，桓、文易迈。」
- 李世民：「至如赵高之殒二世，董卓之鸩弘农，人神所疾，异代同愤。」（《全唐文·卷四》）
- 高适：「董卓地兼形胜，手握兵钤，颠而不扶，祸则先唱。兴晋阳之甲，君侧未除；入洛阳之宫，臣节如扫。至乃发掘园寝，逼辱妃嫔。太后之崩，岂称天命！宏农之废，孰谓人心？敢讽朝廷，以自尊贵；大肆剽虏，以极诛求。焚烧都邑，驰突放横。衣冠冻馁，倚死墙壁之间；兆庶困穷，生涂草莽之上。於是天地愤怒，鬼神号哭。而山东义旗，攘袂争起，连州跨郡，皆以诛卓为名。故兵挫於孙坚，气夺於袁绍。僭拟与服，党助奸邪，驱蹙东人，胁帝西幸。淫刑以逞，有汤镬之甚，要之糜烂，刳剔异端。乃谓汉鼎可移，郿坞方盛，殊不知祸盈恶稔，未或不亡。故神赞允诚，天假布手，母妻屠戮，种族无留。悬首燃脐，遗臭万代，骨肉灰烬，不其快哉！」（《后汉贼臣董卓庙议》）
- 刘知几：「汉之有董卓，犹秦之有赵高。」
- 藤原仲麻呂：「董卓暴慢既行於國。」（《藤氏家傳（日语：藤氏家伝）》五十七、五十八條）
- 苏轼：「衣中甲厚行何惧，坞里金多退足凭；毕竟英雄谁得似，脐脂自照不须灯。」
- 钱时：「卓，诚巨奸，无所逃罪也。若真能感悟自悔，其非收召诸贤，倾心委倚，使朝廷之上一变而为君子之规模，宗社奠安，海宇清晏，不特身免刑戮，亦可长保禄位。盖愆补过，尚庶几焉而卓则不如是也。呜呼！亦愚矣。」（《两汉笔记》）
- 郝经：「卓为羿莽而奸计不足，其暴戾淫虐过之……自昔国亡驱除之际未有若斯之乱且酷也。」「召戎起衅。运极厄防。祲塞风饕，虎跃鲸沛。逆鈇淬日，凶锋扫孛。翻覆宗社，废立君主。血蔑咸京，金盈郿坞。岩岩公师，烈烈尚父。虽伏天诛，竟委皇纲。」（《续后汉书》）
- 罗贯中：「董卓迁都汉帝忧，生灵滚滚丧荒丘。狗衔骸骨筋犹动，乌啄骷髅血尚流。郿坞追魂凭李肃，宫门取命有温侯。奸雄已死戈矛下，直到如今骂未休。」「霸业成时为帝王，不成且作富家郎。谁知天意无私曲，郿坞方成已灭亡。」
- 丁耀亢：「卓近羌，粗勇无人理。当时不内召，直一番将耳。汉鼎将移，如篱落不牢，而虎狼入之，遂以成荼毒弑废之祸。及坞守虏，自谓大事不成则退以自老，何异曹爽不失富家翁之言？真一粗莽蠢之物耳！燃脐达旦，脂膏自煎，何快也！」（《天史》）
- 蔡东藩：「山东兵起，董卓遣将出御，未闻败衄，而忽议西迁，意者其即由贼胆心虚，有以慑其魄而夺其气欤？然于伍孚行刺，则杀之；于周毖伍琼之进谏，则亦杀之；于袁隗袁基之有关绍术，则又杀之；穷凶极恶，何其残忍乃尔？且屠戮富人，焚毁宫室，二百里内，不留鸡犬，虽如秦政项羽立暴虐，亦未有过于是者。」

## 延伸阅读
[在维基数据编辑]
 在维基文库阅读此作者作品（ 在维基共享资源阅览影像）
 《後漢書·卷72》，出自范晔《後漢書》
 《三國志/卷06》，出自陳壽《三國志》